# Freddy Kottulinsky
Freddy Kottulinsky (nome completo: Winfried Philippe Adalbert Karl Graf Kottulinsky Freiherr von Kottulin; Munique, 20 de julho de 1932 - Karlstad, 4 de maio de 2010) foi um automobilista e piloto de ralis teuto-sueco  que venceu o Paris-Dakar em 1980. Sua neta Mikaela Åhlin-Kottulinsky também é piloto.